# Джон Андерсон (яхтсмен)
Джон Андерсон (англ. John Anderson, 24 липня 1939) — австралійський яхтсмен.
Олімпійський чемпіон 1972 року в класі Зоряний. Учасник ігор 1976 року в тому ж класі.
Чемпіон Північної Америки в класі Солінґ 1975 року. Брат-близнюк Томаса Андерсона.